# Parque nacional Praderas Venman
Praderas Venman es un parque nacional en Queensland (Australia), ubicado a 22 km al sureste de Brisbane.
Este es un hábitat importante para el koala. En la Costa del Koala que se extiende desde la Bahía Moreton hasta el río Logan. Allí habitan unos 5000 koalas, la más grande población de esta especie en zonas suburbanas.
Este es al parque nacional más cercano a Brisbane, en él se encuentra un impresionante bosque de eucaliptos. El parque protege el nacimiento del arroyo Tingalp y sus tributrarios. La mayor parte del año estos arroyos fluyen de manera subterránea.
Los terrenos del parque fueron donados en 1995 al Servicio para la Vida Salvaje de Queensland por Jack Venman (1911–94).